# Kazi Ahmed
Kazi Ahmed ou Qazi Ahmed (en ourdou : قاضی احمد) est une ville pakistanaise située dans le district de Shaheed Benazirabad, dans le centre de la province du Sind. C'est la cinquième plus grande ville du district et est située à près de quarante kilomètres à l'ouest de Nawabshah.
La population de la ville a été multipliée par plus de deux entre 1981 et 2017, passant de 11 388 habitants à 24 305. Entre 1998 et 2017, la croissance annuelle moyenne s'affiche à 2 %, un peu inférieure à la moyenne nationale de 2,4 %. Selon le recensement de 2023, la population de la ville monte à 28 610 habitants.
|            | 1981 (rec.) | 1998 (rec.) | 2017 (rec.) | 2023 (rec.) |
| ---------- | ----------- | ----------- | ----------- | ----------- |
| Population | 11 388      | 16 751      | 24 305      | 28 610      |